# Americký buldok
Americký buldok je psí plemeno vyšlechtěné převážně k býčím zápasům. Postupným šlechtěním se z buldoků stali přátelští psi chovaní převážně k výstavním účelům.

## Popis
Americký buldok je silný, atletický, mohutný pes střední velikosti. Jeho pohyb je lehký, dynamický a účelný, působí dojmem rychlosti, síly a hbitosti. Je i inteligentní a zvědavý. Je neohrožený a nebojácný, aniž by jevil známky zbytečného nepřátelství nebo dokonce přehnané agresivity. První dojem, kterým by měl na člověka zapůsobit, je dojem velmi velkého, atletického buldoka a ne silného teriéra.
Americký buldok nemá dlouhé chlupy, takže péče o jeho srst není náročná a je vhodný i pro alergiky. Je to čilý pes, který může být i v bytě. Vhodný je především ke starším než mladším dětem. Jakožto silný a sebevědomý pes potřebuje dobré vedení zkušeného chovatele, jinak se může stát problémový a nebezpečný. Dožít se může až 16 let, obvykle 10–12 let.

## Historie
Historie plemene se datuje do roku 1630, kdy byl vyšlechtěn na objednávku ze St. Sebastienu ve Španělsku. Požadavkem bylo, aby měl buldok velmi hluboký hrudník a mohl se dostatečně přitisknout k zemi a byl tak chráněn před rohy zuřících býků. Přitisknout se břichem, zakousnout a nemilosrdně držet, to byly úkoly, které musel buldok plnit a pro které byl po mnoho psích generací šlechtěn. Slovo bulldog se používalo v 17. století pro psy určené k lovu kanců. Takový pes byl ochotný pro ochranu svého pána i zemřít.
Původ amerického buldoka je nejspíše v anglickém bullovi, který se používal jako návnada při lovu medvědů. Tato praktika anglických řezníků se však dostala mimo zákon. V 17. a 18. století se spolu s anglickými emigranty stěhovali i jejich psi do USA, kde měli hlídat stáda, dům a lovit. V tvrdých podmínkách přežívali jen ti nejsilnější psi a plemeno se tak postupně zušlechťovalo. Dnes se pyšní svou dlouhověkostí a výbornými vlastnostmi při hlídání statků i jako dobří společníci. V Americe se tak stali doslova legendou a velice populárním a rozšířeným plemenem. Buldok se dostal dokonce i do znaku U.S. námořnictva.

## Zdraví
Přestože je buldok silné a poměrně houževnaté plemeno, i u něho se mohou objevit některá geneticky podmíněná onemocnění. Na prvním místě jsou problémy s pohybovým aparátem, a to konkrétně dyspalazie kyčelního i loketního kloubu. Na první zmiňovanou – DKK je povinné vyšetření při uchovnění, takže je doporučováno vybírat jedince po zdravých rodičích, případně hlouběji v rodokmenu. Zejména v období růstu je velmi vhodné podávat kloubní výživu, přičemž lze s tímto pokračovat i v dospělosti. 
Pokud je pes bílý, může se u něj objevit hluchota, proto se u takových jedinců provádí vyšetření, aby se zjistilo, jak na tom jsou. Na problémy jsou náchylné i oči, vyskytnout se může entropium (vchlípení očního víčka) i ektropium (otevřené oko, které vzniká oddálením víčka od bulvy). 

## Současnost
Buldok je nyní chován pro svůj vzhled a ladný pohyb hlavně pro výstavní účely. Pro toto musí dosahovat váhy alespoň 37 kg u psů a 27 kg u fen. Stejně jako u jiných plemen není možné přihlásit jedince narozené po roce 1990, kteří mají kupírované uši či ocas . V USA je dnes stále využíván jako pracovní plemeno při práci s dobytkem, jako hlídač, ale i lovec kanců nebo mývalů.